# Iso-Pärppä
Iso-Pärppä är en ö i Finland. Den ligger i sjön Enonvesi och i kommunen Heinävesi i den ekonomiska regionen  Nyslotts ekonomiska region  och landskapet Södra Savolax, i den sydöstra delen av landet, 300 km nordost om huvudstaden Helsingfors. Öns area är 4,6 hektar och dess största längd är 430 meter i sydöst-nordvästlig riktning.